# Ursula Buckel
Ursula Buckel, geborene Ursula Müller (* 11. Februar 1926 in Lauscha; † 5. Dezember 2005 in Genf) war eine deutsche Sängerin (Sopran), die als Lied-, Oratorien- und Kantateninterpretin internationale Erfolge feierte, insbesondere mit Werken von Mozart, Haydn, Bach und Monteverdi.

## Leben
Schon sehr früh zeigte sich ihre musikalische Begabung, die von den Eltern gefördert wurde. Sie erhielt Unterricht in Gesang, Orgel und Klavier. In ihrer Geburtsstadt hatte sie im Kirchenchor gesungen und als Organistin gewirkt. 1948 übersiedelte die Familie nach Konstanz. Ihr Gesangsstudium setzte die junge Sopranistin bei Hans Hofflin und Ria Ginster fort. Bald avancierte sie zu einer anerkannten Konzert- und Oratoriensängerin, die insbesondere als Bach-Interpretin, in Zusammenarbeit mit Karl Richter und dem Münchener Bach-Chor und mit Diethard Hellmann und dem Bachchor Mainz, internationale Erfolge feierte. Die Künstlerin sang in der Schweiz, Italien, Frankreich, England, Finnland etc. Sie nahm am ersten offiziellen Kulturaustausch der BRD mit dem Münchener Bach-Chor in Moskau, Leningrad und Kiew teil. Ursula Buckel, die seit 1954 in Genf wohnte und mit dem Augenprothetiker Werner Buckel verheiratet war, sang nur einmal auf der Opernbühne, im Jahr 1970 die Donna Anna in Don Giovanni.
Seit 1971 unterrichtete sie als Gesangspädagogin am Musikkonservatorium in Genf. Ferner hielt Ursula Buckel Meisterklassen in vielen europäischen Städten. Ein großer Teil ihrer Schülerinnen und Schüler wurden berühmte Sängerinnen/Sänger wie beispielsweise Barbara Schmidt-Gaden, Susanne Heyng, Andrea Kurzer und Elke Burkert.
Zahlreiche Schallplatten- und CD-Aufnahmen, u. a. mit Maria Stader, Hertha Töpper, Edith Mathis, Kieth Engen, Dietrich Fischer-Dieskau sowie Peter Schreier, zeugen von ihrer „schön geformten Stimme“. Ungezählt sind ihre Fernseh- und Rundfunkauftritte.

## Diskografie (Auswahl)
- Bach - 75 Kantaten - Cantatas Label: Archiv Pro (Universal)
- Elias Label: Cantus Classic
- L’incoronazione die Poppea Label: Vox